# Operafolie

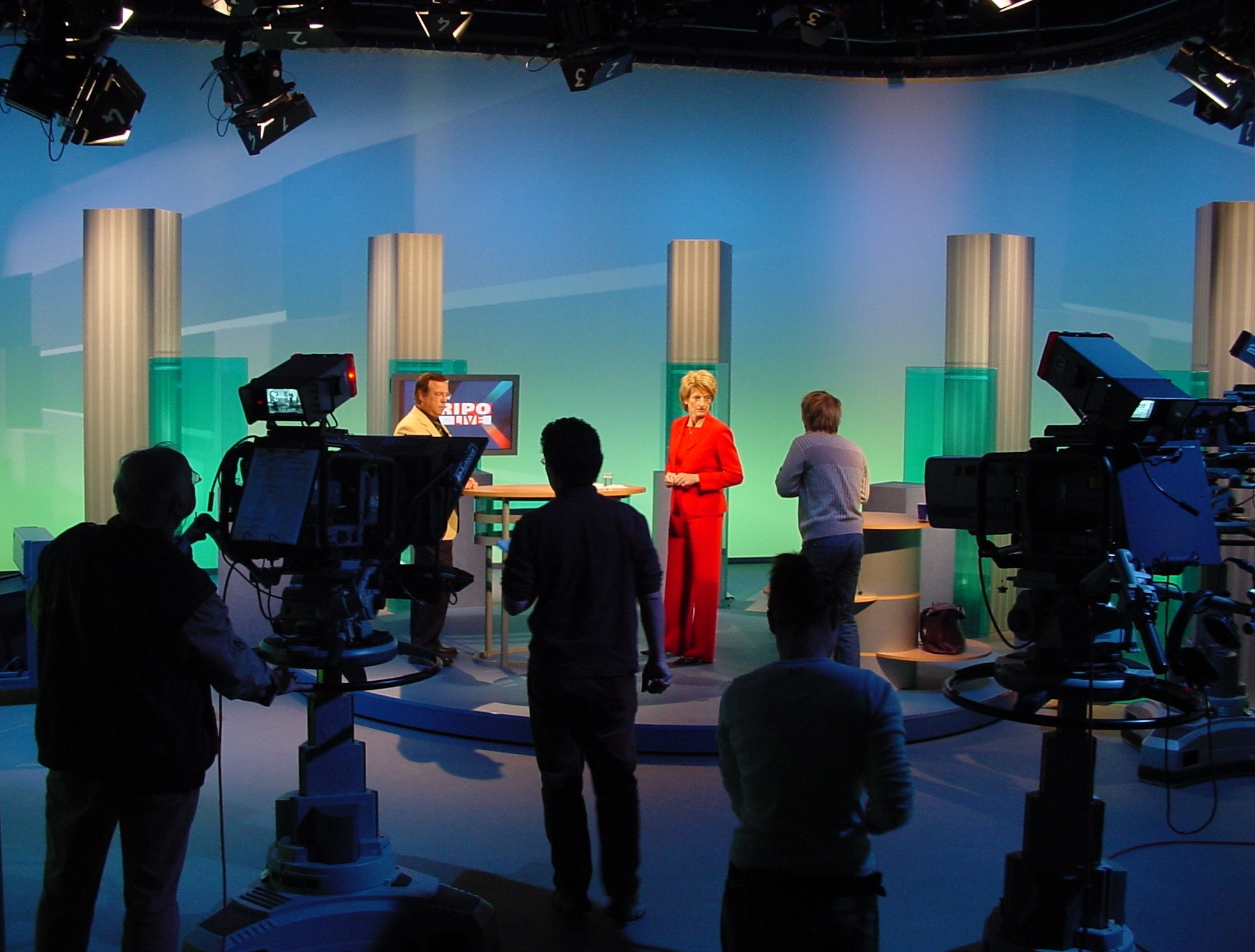
Fernsehstudio mit Operafolie im Hintergrund (MDR-Sendung Kripo live)

Als Operafolie bezeichnet man einen künstlichen Horizont, der vorwiegend in Fernsehstudios, aber auch sehr häufig am Theater zum Einsatz kommt. Der Begriff ist ein eingetragenes Warenzeichen der deutschen Firma Gerriets. Es handelt sich dabei um eine umlaufend vor die Wände des Studios gespannte, teilweise transparente Kunststofffolie. Diese wird meist von hinten durch verschiedenfarbige Leuchtstoffröhren oder LEDs beleuchtet.
Durch die fehlende Struktur der Folie lässt sich ihr Abstand zur Kamera im Fernsehbild nicht abschätzen, wodurch das Studio deutlich größer wirkt. Die Operafolie kann jedoch auch als Projektionsfläche genutzt werden, indem Beamer oder Diaprojektoren auf sie gerichtet werden.

## Quelle
- BET Fachwörterbuch